# ピティリアーノ
ピティリアーノ（伊: Pitigliano）は、イタリア共和国トスカーナ州グロッセート県にある、人口約3,500人の基礎自治体（コムーネ）。

## 地理

### 位置・広がり

#### 隣接コムーネ
隣接するコムーネは以下の通り。括弧内のVTはヴィテルボ県所属を示す。
- ファルネーゼ (VT)
- イスキア・ディ・カストロ (VT)
- ラーテラ (VT)
- マンチャーノ
- ソラーノ
- ヴァレンターノ (VT)

### 気候分類・地震分類
ピティリアーノにおけるイタリアの気候分類 (it) および度日は、zona E, 2195 GGである。
また、イタリアの地震リスク階級 (it) では、zona 3 (sismicità bassa) に分類される。

## 文化・観光
「イタリアの最も美しい村」クラブ加盟コムーネである。

## 人物

### 著名な出身者
- フランチェスコ・ズッカレッリ - 18世紀の画家。